# Una proposta per dire sì
Una proposta per dire sì (Leap Year) è un film del 2010 diretto da Anand Tucker, interpretato da Amy Adams e Matthew Goode.

## Trama
Anna Brady è un'agente immobiliare di Boston; è felicemente fidanzata da 4 anni con il cardiologo Jeremy Sloane.
Ispirata da un'antica tradizione irlandese che permette alle donne di fare la proposta di matrimonio solamente una volta ogni quattro anni, il 29 febbraio, Anna decide di raggiungere Jeremy a Dublino, dove si è recato per una conferenza. Una tempesta costringe però l'aereo ad atterrare nel Galles e Anna decide quindi di prendere una barca per Cork. Anche questa viene però dirottata per la tempesta, lasciandola a Dingle. Fermatasi in una taverna, Anna chiede aiuto a Declan O'Callaghan, il giovane proprietario irlandese, il quale, inizialmente restio, accetta di portarla a Dublino dietro pagamento di 500 €: la locanda ha infatti molti debiti e Declan, nonostante la poca simpatia iniziale per l'americana, si trova costretto ad accettare.
Partono quindi alla volta di Dublino sulla vecchia macchina di lui. I due sono però costretti a fermarsi a causa di una mandria di mucche che blocca la strada; Anna ne approfitta per pulirsi le scarpe ma si appoggia alla vettura e questa si muove all'indietro cadendo in un canale. Proseguendo a piedi, Anna chiede un passaggio a tre uomini in un van che, dopo aver caricato il bagaglio, vanno via senza di lei. Il bagaglio viene poi recuperato poco dopo in un bar.
Anna e Declan raggiungono una stazione ferroviaria e decidono di aspettare il treno; nell'attesa si fanno una passeggiata in collina fino al castello di Ballycarbery dove iniziano a conoscersi sempre meglio. Qui lui le racconta la storia di una donna giovane e bella che era stata promessa ad un uomo che non amava e così lei, con i sonniferi, addormentò tutti gli invitati al matrimonio per poter fuggire con un altro uomo che amava. Tuttavia, Anna e Declan perdono la cognizione del tempo e perdono il treno. Quella notte rimangono in un bed e breakfast dove fingono di essere sposati per convincere la padrona a lasciarli rimanere. Mentre le altre coppie si baciano, Anna e Declan vengono costretti a baciarsi iniziando piano piano a capire di amarsi; sono perciò costretti anche a dormire nello stesso letto dove però respingono i sentimenti.
Il giorno dopo, Anna e Declan riprendono il loro viaggio ma una grandinata li costringe a fermarsi ad un matrimonio in cui Anna comincia a bere e parla di Jeremy mentre Declan ci resta male capendo di essersi innamorato di lei. Anche lei sembra innamorata e cercano di baciarsi ma lei vomita e sviene. La mattina seguente, mentre attendono l'autobus, Declan racconta ad Anna che una volta era stato fidanzato con una ragazza che però poi fuggì a Dublino con il suo migliore amico e con l'anello di sua madre. Arrivati finalmente a Dublino, Anna ritrova Jeremy che le fa per primo la proposta di matrimonio e lei accetta mentre Declan, afflitto, si allontana. Alla loro festa di fidanzamento, Anna scopre che Jeremy aveva deciso di impegnarsi con lei solo per impressionare il responsabile del costoso appartamento che volevano acquistare. Allibita, Anna tira l'allarme antincendio nel tentativo di attirare l'attenzione di Jeremy e capire la vera cosa importante scelta in pochi secondi, ma lui non se ne cura pensando solo a togliere l'allarme e a prendere gli oggetti costosi. Con ciò, Anna si allontana per sempre da Jeremy, mentre Declan recupera l'anello di sua madre che l'ex fidanzata si era tenuta.
Qualche tempo dopo, Anna torna a Dingle, dove scopre che la taverna ha ripreso vigore. Dopodiché incontra Declan, al quale riesce finalmente a dichiarare i suoi sentimenti: su una scogliera, Declan le chiede di sposarlo, dandole l'anello di sua madre. La ragazza accetta e così i due si abbracciano per poi baciarsi.

## Produzione
Le principali riprese del film si sono tenute nella Contea di Wicklow, a Dublino, nella Contea di Mayo e nella Contea di Galway, oltre a qualche scena girata nei dintorni delle Isole Aran, a Connemara e Temple Bar.

## Accoglienza

### Incassi
Negli Stati Uniti il film nella settimana di apertura si è posizionato al sesto posto, dietro ai blockbuster Avatar, Sherlock Holmes, Alvin Superstar 2 e ai film Daybreakers - L'ultimo vampiro e È complicato, risultando un modesto successo con un incasso di 9.2 milioni di dollari. Nel complesso il film ha incassato 25.918.920 milioni di dollari solo negli Stati Uniti a fronte di un budget di produzione di 19 milioni di dollari, a cui si aggiungono i 6.688.396 milioni di dollari incassati nel resto del mondo.

### Critica
Sull'aggregatore Rotten Tomatoes il film ha ricevuto il 23% dei giudizi positivi su 133 recensioni. Su Metacritic il film ha ricevuto un voto di 33 su 100, su 30 recensioni.